# Slemsvampar
Slemsvampar (Myxomycota) är en huvudgrupp (stam) bland protisterna. Trots namnet är slemsvamparna inte svampar, eller ens nära besläktade med svamparna. Totalt är mer än 700 arter kända.

## Livscykel
Slemsvamparna alternerar cykliskt mellan huvudsakligen fyra olika livsformer:
1. Spor, liten enhet som är anpassad för geografisk spridning och överlevnad under många olika miljöbetingelser. En del har överlevt i laboratorier i decennier.
2. Frilevande encellig gamet.
3. Plasmodium.
4. Fruktkropp, som producerar sporer och ger dem viss hjälp med spridningen.

Dessutom förekommer ett par former för överlevnad under sämre livsbetingelser.   

### Gamet
Ur den mogna sporen kommer gameter som kan alternera mellan en form med två flageller och en amöba-liknande form, utan flageller. Gameterna smälter samman parvis för att bilda zygoter, som förenar sig med andra zygoter för att bilda plasmodier.  

### Plasmodium

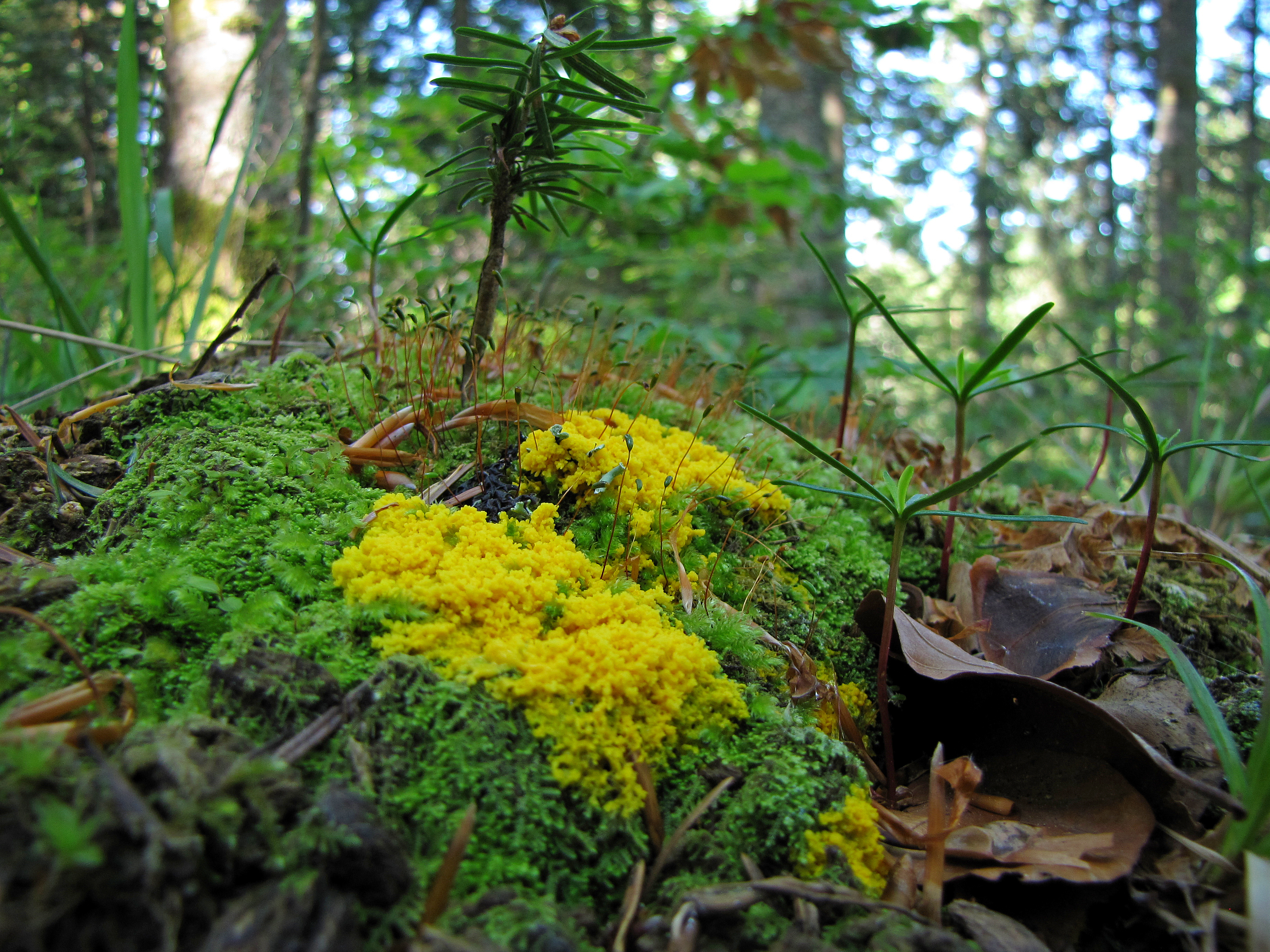
Trollsmör, Fuligo septica.

När det finns god tillgång till näring och vätska bildar slemsvampen en enorm amöba-liknande form som innehåller tusentals cellkärnor. Denna form kallas plasmodium, och har motiverat den första delen av namnet. 
Tillväxten sker både genom sammanslagning av flera zygoter och genom kärndelning, mitos. Ett märkligt förhållande är att kärndelningen går i takt, så att alla kärnorna delar sig samtidigt. 
I plasmodiet finns inga cellväggar eller ens cellmembran mellan kärnorna, utan hela plasmodiet utgör en enda "supercell" med ett gemensamt yttre membran. De flesta plasmodierna är några centimeter stora, men de allra största kan väga 25 gram och vara utspridda på en yta av ett par kvadratmeter. Många har intensiva, väl synliga, färger, till exempel gult, vitt eller brunt. 
Plasmodierna lever i förnan, i multnande organiskt material. Nästan alla slemsvampar är saprofyter och lever på huvudsakligen dött organiskt material. De kan också konsumera levande bakterier och svampar. De äter genom att innesluta födan, och lösa upp den. De kan också uppta näringsämnen som är lösta i vatten. 
Plasmodierna rör sig (sprider sig) normalt ungefär en millimeter per timme, men hastighetsrekordet är ungefär två centimeter per minut. I ytterkanten, rörelsefronten, är den mycket tunn och på utsidan av cellmembranet finns ett slemlager. 
Plasmodierna är lämpliga studieobjekt för forskningen om styrda flöden i cytoplasman. Eftersom de är så stora måste mekanismerna för att transportera material vara kraftfulla. De karaktäriseras bland annat av ett rytmiskt pulserande genom att flödesriktningen är omväxlande mot spridningsfronten och mot de äldre delarna. 
Plasmodiernas rörelser styrs av yttre faktorer. Det har också visat sig att plasmodier kan finna vägen genom labyrinter genom att först sprida ut sig på många alternativa vägar och sedan välja den bästa. Detta är ett exempel på biologisk informationsbearbetning utan användning av nervsystem.

### Fruktkropp
De snabba förflyttningarna inträffar när plasmodiet upplever brist på näring. Då uppsöker de ofta en annan plats, för att bilda fruktkroppen. Särskilt på hösten kommer slemsvamparna fram ur gamla stubbar, multnande blad och pinnar och liknande. I denna situation kan det hända att man ser hur den till exempel korsar en väg. Många arter delar inför fruktkroppsbildandet upp sig i mindre högar av en viss storlek. Varje sådan hög bildar sedan en egen fruktkropp.  
Den har ofta skaft och består av en vägg (peridium) som omsluter sporerna. Hos ett fåtal slemsvampar bildas sporerna på utsidan av fruktkroppen. Ytligt sett liknar fruktkropparna svampar, vilket har motiverat den andra delen av namnet slemsvamp. 
Före sporbildningen genomgår kärnorna flera celldelningar, så att det bildas ett stort antal kärnor. Kring varje sådan kärna växer sedan fram en kraftig cellvägg. Sporen genomgår sedan en meios, så att fyra haploida kärnor bildas. Tre av dessa tillbakabildas och upplöses, så att endast en haploid kärna återstår i sporen. 
De parasitiska formerna, som åstadkommer ansvällningar på till exempel kålrötter och potatisknölar, bildar inte fruktkroppar.

### Övriga former
Sklerotiumformen är en tunn och hård skorpa, till exempel på trädstammar. Den här formen kan man se ganska väl, för att den ofta är skarpt gul eller orange till färgen. Sklerotiumformen är särskilt viktig för överlevnaden i ökenområden. 
De frilevande amöbiska gameterna kan tillfälligt bilda en mikrocyst, en form som är rundare, omgiven av en ganska tunn cellvägg och mycket mindre rörlig. Mikrocysten kan överleva en tillfällig period av torka.

## Systematik
Slemsvamparna är, trots namnet, inte alls nära släkt med svamparna. Som jämförelse kan nämnas att djuren är närmare släkt med svamparna än slemsvamparna är. 
Traditionellt har slemsvamparna räknats till svamparna (Fungi) och studerats av botaniker. I detta sammanhang används ofta namnet Myxomycetes. Man använder fortfarande i hög grad mykologisk terminologi i diskussioner om slemsvamparna. 
Det är också vanligt att slemsvamparna klassificeras av zoologer. Då betraktas de som klassen Mycetozoa i stammen Amoebozoa. 
Slemsvamparna får alltså olika rang beroende på om de betraktas av botaniker eller zoologer.

## Släkten och arter
De stora gula plasmodierna av trollsmör (Fuligo septica) ses ofta på multnande stubbar, och har kallats garvarbark. 
Allmänt förekommande på murken ved är även de korallröda plasmodier, vilka kan vara av arten kallad trollspott och de ärtstora, brandgula ibland bruna fruktkropparna av vargmjölk (Lycogala epidendrum). 
Släktet Plasmodiophora är parasitiska slemsvampar.

## Övrigt
Slemsvamparna finns i stort sett i hela världen. De är vanligare i tempererade områden än i tropiska. Eftersom de oftast är små är de ganska okända för allmänheten. De innehåller ofta stora mängder kalciumkarbonat.